# پیچ پی‌آرسی
شرلی جید «شیلی» کورونو (به انگلیسی: Sharlee Jade "Shaylee" Curnow؛ زادهٔ ۲ آوریل ۱۹۹۷) که به‌طور حرفه‌ای با نام پیچ پی‌آرسی (به انگلیسی: Peach PRC) شناخته می‌شود خواننده-ترانه‌پرداز و شخصیت اینترنتی استرالیایی می‌باشد.